# Adam Taggart
Adam Jake Taggart (* 2. Juni 1993 in Joondalup City) ist ein australischer Fußballspieler.

## Karriere
Taggart entstammt dem Nachwuchsbereich von ECU Joondalup und debütierte im Mai 2008 im Alter von 14 Jahren für die erste Mannschaft des Klubs in der Western Australia Premier League. Im August 2008 absolvierte er mit zwei weiteren Nachwuchsspielern von Joondalup, den Zwillingen Aryn und Ryan Williams, ein Probetraining in England beim FC Portsmouth. Wenig später war er Toptorschütze der U-15-Auswahl von Western Australia bei den nationalen Jugendmeisterschaften in Coffs Harbour. Im Juli 2009 folgte ein Probetraining beim lokalen Profiklub Perth Glory und Taggart wurde schließlich für die Saison 2009/10 in das Jugendteam von Perth für die National Youth League aufgenommen. Nach dem Erhalt eines zweijährigen Stipendiums am Australian Institute of Sport (AIS) in Canberra verließ Taggart im Januar 2010 den Westen Australiens, kehrte aber bereits im Dezember 2010 wieder nach Perth zurück. Dort schloss er sich erneut Perth Glory an und erhielt einen Halb-Profivertrag, laut dem er zwar nominell weiterhin zur Jugendmannschaft gehörte, aber Vollzeit mit dem Profiteam trainierte.
Zu seinem Debüt in der A-League kam der Nachwuchsstürmer am 15. Januar 2011 gegen Melbourne Heart, sein erstes Tor im Profibereich erzielte er bei seinem Startelfdebüt am vorletzten Spieltag der Saison 2010/11 bei einer 1:2-Niederlage gegen Gold Coast United. Perth Glory beendete die Saison auf dem vorletzten Tabellenrang und Taggart zählte neben Tommy Amphlett und Joshua Risdon zu den Nachwuchshoffnungen von Perth für die folgende Saison. In der Spielzeit 2011/12 blieb Taggart nur die Rolle als dritter Stürmer in der Rangordnung. Hinter dem erfolgreichsten Torschützen der A-League, Shane Smeltz, und Billy Mehmet reichte es im Saisonverlauf nur zu vier Kurzeinsätzen als Einwechselspieler. Die limitierte Einsatzzeit war auch durch eine Systemumstellung von Trainer Ian Ferguson bedingt, die nur einem Stürmer Platz bot. In den Meisterschafts-Play-offs, in denen Perth erst im Finale Brisbane Roar unterlag, kam Taggart nicht zum Einsatz.
Trotz seiner geringen Einsatzzeiten wurde Taggart im Saisonverlauf regelmäßig für australische Nachwuchs-Auswahlmannschaften nominiert. Mit dem U-20-Team nahm er im November 2011 an der Qualifikationsrunde zur U-19-Fußball-Asienmeisterschaft 2012 im malaysischen Kuala Lumpur teil und trug mit drei Treffern zum Gruppensieg und dem damit verbundenen Erreichen der Endrunde bei. Unmittelbar darauf wurde er von Aurelio Vidmar in die U-23-Auswahl für die Olympia-Qualifikationsspiele gegen den Irak und Usbekistan berufen, in denen er jeweils per Einwechslung zum Einsatz kam.
Trotz eines Vertragsangebots entschied sich Taggart im März 2012 gegen eine Verlängerung seines auslaufenden Vertrags bei Perth Glory und unterschrieb stattdessen beim Ligakonkurrenten Newcastle United Jets einen Zweijahresvertrag, unter dem dortigen Cheftrainer Gary van Egmond hatte er bereits am AIS trainierte. Zuvor hatte U-23-Nationaltrainer Vidmar öffentlich mehr Einsatzzeiten in der A-League von Taggart gefordert und diesem indirekt einen Vereinswechsel nahegelegt. Taggart wollte nach eigenen Angaben mit dem Wechsel aus dem Westen in den Osten Australiens seine eigene „Komfortzone“ verlassen und erhofft sich mehr Spieleinsätze in der jungen Mannschaft von Newcastle, die in der Saisonpause neben Taggart mit Mark Birighitti, Craig Goodwin, Scott Neville, Joshua Brillante, Dominik Ritter, James Brown, Mitch Cooper und Bernardo Ribeiro zahlreiche Spieler von 23 Jahren oder jünger verpflichteten.
Seine Teilnahme am im Juli 2012 ausgetragenen Qualifikationsturnier für den U-22-Asien-Cup 2014 musste der Angreifer verletzungsbedingt absagen, nachdem er sich wenige Tage zuvor in seinem ersten Einsatz für die Jets im Freundschaftsspiel gegen Broadmeadow Magic verletzt hatte. Bis zu seiner Auswechslung Mitte der ersten Halbzeit hatte er mit zwei Treffern zum 3:1-Erfolg beigetragen. In der Frühphase der Saison kam Taggart wegen der Verpflichtung des früheren englischen Nationalstürmers Emile Heskey nicht über die Rolle des Ersatzspielers hinaus, von Nationaltrainer Holger Osieck wurde er aber dennoch Ende November 2012 erstmals in die australischen Nationalelf berufen, die sich anlässlich der Qualifikation für die Ostasienmeisterschaft 2013 überwiegend aus Spielern der A-League zusammensetzte. Zu seinem Debüt kam er am 3. Dezember gegen Hongkong, bei einem 8:0-Erfolg gegen Taiwan sechs Tage später erzielte er seine ersten Treffer fürs Nationalteam.
Im April 2014 wurde Taggart als bester Nachwuchsspieler der A-League ausgezeichnet.
Nachdem er bei der WM 2014 in Brasilien gegen die Niederlande und Spanien zum Einsatz gekommen war, nahm ihn der englische Zweitligist FC Fulham für drei Jahre unter Vertrag. Von September 2015 bis Januar 2016 wurde er an den schottischen Erstligisten Dundee United verliehen. Nach seiner Rückkehr von der Leihe aus Schottland im Januar 2016 wurde der Vertrag beim FC Fulham aufgelöst. Er wechselte daraufhin nach Australien und unterschrieb einen Vertrag bei Perth Glory. Im Mai 2018 schloss er sich Brisbane Roar an und verließ den Club im Februar 2019 wieder.
Am 19. Februar 2019 wechselte er zu den Suwon Bluewings nach Südkorea. Der Verein aus Suwon spielte in der höchsten Liga des Landes, der K League 1. Für die Bluewings absolvierte er 56 Spiele und schoss dabei 29 Tore. Anfang 2021 zog es ihn nach Japan. Hier unterschrieb er einen Vertrag beim Erstligisten Cerezo Osaka in Osaka. Nach 32 Erstligaspielen kehrte er im Januar 2023 wieder nach Australien zurück. Hier nahm ihn sein ehemaliger Verein Perth Glory unter Vertrag. Hier gelang im in der Saison 2023/24 Historisches: Er wurde als erster Spieler eines Vereins Torschützenkönig, der am Ende der Saison auf dem letzten Platz der A-League landete. Zudem wurde er nach Jamie Maclaren (5×), Besart Berisha (2×) und Shane Smeltz (2×) der vierte Spieler, dem es wiederholt gelang, den Golden Boot zu gewinnen.